# Jacob Campo Weyerman
Jacob Campo Weyerman né le 9 août 1677 près de Charleroi et mort le 9 mars 1747 à La Haye est un peintre et écrivain néerlandais.

## Biographie
Jacob Campo Weyerman serait né dans un camp militaire aux environs de Charleroi, où son père combattait les Français dans l'armée des Provinces-Unies. Il suit une formation artistique à Breda auprès de Ferdinand van Kessel puis à Delft avec Thomas van der Wilt. En 1704, il part pour Londres où il trouve une place dans l'atelier du portraitiste Godfrey Kneller. Il se spécialise alors dans la peinture de fleurs et de fruits, mais vit aussi de sa plume, en écrivant des pièces et en réalisant des traductions.
En 1710, Weyerman est de retour aux Pays-Bas, à Bois-le-Duc. Il se lance dans le commerce de l'art et participe à diverses ventes aux enchères, à Delft, Bodegraven, Rotterdam et Amsterdam. Il publie également des comédies satiriques. En septembre 1720, il lance son premier magazine satirique à Rotterdam dont le titre est Hermes. Après avoir lancé une édition d'Hermes à Amsterdam, il poursuit ses activités littéraires avec de nouveaux périodiques du même gout, Den Ontleeder der Gebreeken (Le Dissecteur des déficiences) en 1723, Den Echo des Weerelds (l'Echo du Monde) en 1725, et beaucoup d'autres par la suite. Il écrit également des essais, dont une histoire de la papauté, entre 1725 et 1728. En 1727, il épouse Johanna Ernst, qu'il fréquente depuis 1713 et avec laquelle il a déjà deux fils, Jacobus et Henricus. 
Après la mort d'Arnold Houbraken, il prend sa suite et entreprend son œuvre majeure, des biographies de peintres en quatre volumes sous le titre De levens-beschryvingen der Nederlandsche konst-schilders en konst-schilderessen (La vie des peintres et femmes peintres néerlandais), écrites de 1729 à 1739. Comme Houbraken, il utilise beaucoup le Het Gulden Cabinet de Cornelis de Bie comme source pour retracer plus de 700 biographies de peintres des Pays-Bas et d'Angleterre. 
Les magazines qu'il publie sont très populaires, mais lui attirent également de nombreux ennemis au point qu'en 1739, il est condamné à la prison à perpétuité pour diffamation, probablement après avoir insulté des dirigeants de la Compagnie néerlandaise des Indes orientales. Emprisonné, il continue à peindre et à écrire pour faire vivre sa famille et meurt à la prison de La Haye après huit ans de détention.

## Œuvres
- De levens-beschryvingen der Nederlandsche konst-schilders en konst-schilderessen, door Jakob Campo Weyerman, Konst-schider, Verrijkt met nieuwe Vignetten, Vierde Deel. Te Dordrecht, By Ab. Blussé en Zoon, MDCCLXIX (1729–1769)
  - De levens-beschryvingen...Volume I, sur archive.org
  - De levens-beschryvingen...Volume II, sur archive.org
  - De levens-beschryvingen...Volume III, sur archive.org
  - De levens-beschryvingen...Volume IV, sur archive.org